# داني رودريك
داني رودريك (من مواليد 14 أغسطس 1957) اقتصادي تركي وأستاذ الاقتصاد السياسي الدولي في مؤسسة فورد في كلية جون إف كينيدي للإدارة الحكومية بجامعة هارفارد. كان سابقًا أستاذ ألبرت أو. هيرشمان للعلوم الاجتماعية في معهد الدراسات المتقدمة في برينستون ، نيو جيرسي. له منشورات كثيرة في مجالات الاقتصاد الدولي، والتنمية الاقتصادية ، والاقتصاد السياسي. إن مسألة ما الذي يشكل سياسة اقتصادية جيدة ولماذا تكون بعض الحكومات أكثر نجاحًا من غيرها في تبنيها هي محور بحثه. تشمل أعماله قواعد الاقتصاد: حقوق وأخطاء العلم الكئيب ومفارقة العولمة: الديمقراطية ومستقبل الاقتصاد العالمي . وهو أيضًا رئيس التحرير المشترك للمجلة الأكاديمية Global Policy . 

## سيرة شخصية
ينحدر رودريك من عائلة من اليهود السفارديم.
بعد تخرجه من كلية روبرت في اسطنبول،  حصل على درجة AB (بامتياز مع مرتبة الشرف) في الحكومة والاقتصاد من كلية هارفارد في عام 1979. ثم حصل على ماجستير في الاداره العامه بدرجة (امتياز) من كلية برينستون للشؤون العامة والدولية في عام 1981 وتحصل على الدكتوراه في الاقتصاد من جامعة برينستون عام 1985، وكانت أطروحتها بعنوان دراسات حول نظرية الرفاهية للتجارة وسياسة أسعار الصرف.
وكان يكتب أيضًا في صحيفة Radikal اليومية التركية البائدة 2009-2016.
انضم إلى جمعية الاقتصاد العالمية المنشأة حديثًا كعضو في اللجنة التنفيذية في عام 2011.
وهو متزوج من بينار دوغان، محاضره في السياسة العامة في كلية هارفارد كينيدي. وهي ابنة الجنرال التركي المتقاعد جيتين دوغان الذي تمت تبرئته من عقوبة السجن المؤبد المشددة لتورطه المزعوم في خطة انقلاب المطرقة المزعومة.
بصفته باحثًا، فهو منتسب إلى المكتب الوطني للبحوث الاقتصادية، ومركز أبحاث السياسة الاقتصادية (لندن)، ومركز التنمية العالمية، ومعهد الاقتصاد الدولي، ومجلس العلاقات الخارجية، وهو محرر مشارك لمجلة Review of الاقتصاد والإحصاء . وقد حصل على منح بحثية من مؤسسة كارنيجي ومؤسسة فورد ومؤسسة روكفلر. ومن بين التكريمات الأخرى، حصل على جائزة Leontief لتقدم آفاق الفكر الاقتصادي في عام 2002 من معهد التنمية العالمية والبيئة.
في 8 نوفمبر 2019، حصل على الدكتوراه الفخرية من جامعة إيراسموس روتردام. 
في 21 كانون الثاني (يناير) 2020، عينه البابا فرنسيس عضوًا في الأكاديمية البابوية للعلوم الاجتماعية.

## عمل
كتابه الصادر عام 1997 هل ذهبت العولمة أبعد من اللازم؟ أطلق عليه «أحد أهم كتب الاقتصاد في العقد» في بلومبرج بيزنس ويك.
ركز في مقالته على ثلاث توترات بين السوق العالمية والاستقرار الاجتماعي. مشيرا إلى أن ما يسمى بـ «العولمة» يواجه معضلة تعزيز المساواة الدولية مع كشف خطوط الصدع بين الدول القومية ذات المهارات ورؤوس الأموال للنجاح في الأسواق العالمية وتلك التي لا تتمتع بهذه الميزة، يرى أن نظام السوق الحرة يمثل تهديدا. إلى الاستقرار الاجتماعي والأعراف المحلية العميقة. وفقًا لتحليله، هناك ثلاث فئات من الأسباب وراء ظهور هذه التوترات.
أولاً، سبب التوتر هو العولمة لأن تقليص الحواجز أمام التجارة والاستثمارات الأجنبية المباشرة يرسم خطاً واضحاً بين الدول والجماعات التي يمكنها الاستفادة من هذه العلاقات عبر الحدود وأولئك الذين لا يستطيعون ذلك. يشير Rodrik إلى الفئة الأولى من المجموعات على أنها عمال ذوو مهارات عالية، ومهنيون، وأولئك الذين يتمتعون بالحرية في استخدام مواردهم حيث يكون الطلب عليها أكثر. وتشمل الفئة الثانية العمال غير المهرة والعمال شبه المهرة، الذين أصبحوا، في ظل العولمة، كمورد أكثر مرونة وسهولة في الاستبدال.
يأتي المصدر الثاني للتوتر لأن العولمة تولد صراعات داخل وبين الدول حول الأعراف المحلية والمؤسسات الاجتماعية. أصبحت التكنولوجيا والثقافة أكثر توحيدًا في جميع أنحاء العالم، وتميل الدول المختلفة ذات المعايير والقيم المختلفة إلى إظهار النفور تجاه مثل هذه المعايير الجماعية المنتشرة دوليًا في شكل موحد.
أخيرًا، ينشأ التهديد الثالث للعولمة لأنها جعلت من الصعب للغاية على الحكومات الوطنية توفير التأمين الاجتماعي.
داني رودريك مساهم منتظم في Project Syndicate منذ عام 1998. كما أسس أيضًا اقتصاديات من أجل الرخاء الشامل (EfIP) مع سوريش نايدو، وغابرييل زوكمان، و 11 عضوًا مؤسسًا إضافيًا في فبراير 2019. 

## منشورات مختارة
- Rodrik, Dani (2017). Straight Talk on Trade: Ideas for a Sane Economy. Princeton University Press. ISBN:978-0691177847.
- Rodrik, Dani (2015). Economics Rules: The Rights and Wrongs of the Dismal Science. Norton & Company, Inc. ISBN:978-0-393-24641-4.
- Rodrik, Dani (2011). The Globalization Paradox. Norton & Company, Inc. ISBN:978-0-393-07161-0. مؤرشف من الأصل في 2021-03-08.
- Rodrik, Dani (2007). One Economics, Many Recipes. Princeton University Press. ISBN:978-0-691-12951-8.
- McMillan, Margaret؛ Horn, Karen؛ Rodrik, Dani (2004). "When Economic Reform Goes Wrong: Cashews in Mozambique". Brookings Trade Forum 2003: 97–165.
- Rodrik, Dani (ed) (2003). In Search of Prosperity: Analytic Narratives on Economic Growth. Princeton University Press. ISBN:978-0-691-09268-3. {{استشهاد بكتاب}}: |مؤلف1= باسم عام (مساعدة)
- Rodrik، Dani (2001). "The Global Governance of Trade As If Development Really Mattered" (PDF). برنامج الأمم المتحدة الإنمائي. مؤرشف من الأصل (PDF) في 2019-12-26.
- Rodrik, Dani (1999). The New Global Economy and Developing Countries: Making Openness Work. Overseas Development Council. ISBN:978-1-56517-027-8. مؤرشف من الأصل في 2021-03-08.
- Rodrik, Dani (1997). Has Globalization Gone Too Far?. Institute for International Economics. ISBN:978-0-88132-241-5. مؤرشف من الأصل في 2022-04-08.

## روابط خارجية
- الصفحة الرئيسية داني رودريك
- أحدث أبحاث داني رودريك
- مدونة داني رودريك
- «الطرق إلى الازدهار» عمود رأي داني رودريك في Project Syndicate
- Roberts، Russ (11 أبريل 2011). "Rodrik on Globalization, Development, and Employment". EconTalk. Library of Economics and Liberty. مؤرشف من الأصل في 2018-03-28.